# Costus rumphianus
Costus rumphianus är en enhjärtbladig växtart som beskrevs av Theodoric Valeton och Karel Heyne. Costus rumphianus ingår i släktet Costus och familjen Costaceae.
Artens utbredningsområde är Moluckerna. Inga underarter finns listade.